# Superjail!
Superjail! é uma série de animação adulta americana criada por Christy Karacas, Stephen Warbrick e Ben Gruber para o bloco de programação noturno do Cartoon Network, Adult Swim. Ele acompanha os eventos que acontecem em uma prisão incomum. O episódio piloto foi ao ar em 13 de maio de 2007 e sua primeira temporada começou em 28 de setembro de 2008.
Superjail! é caracterizada por suas mudanças psicodélicas no cenário e no enredo e extrema violência gráfica, que dão à série uma classificação TV-MA-V (por violência gráfica, incluindo cenas de derramamento de sangue, desmembramento, tortura e extrema crueldade).  Esses elementos são retratados por meio de sequências animadas altamente elaboradas, que foram descritas como "barrocas, complicadas e difíceis de assimilar em uma única visualização". 

## Cenário e premissa
A maioria do Superjail! se passa dentro da prisão homônima, localizada em uma dimensão alternativa identificada como "5612". A prisão é supervisionada por um indivíduo parecido com Willy Wonka, conhecido apenas como "O Diretor", o chefe amável, porém sádico e travesso da Superjail, com aparentes poderes de transformação, que usa a prisão (e os prisioneiros) para satisfazer seus inúmeros caprichos. Externamente, o Superjail é construído sob um vulcão que, por sua vez, está localizado dentro de um vulcão maior. Internamente, parece constituir sua própria realidade, onde o tecido do tempo e do espaço é fluido e muda ao capricho do Guardião. Foi indicado que a prisão em si tem um grau de sensibilidade e que a natureza da prisão é fluida de acordo com as percepções do indivíduo. A população de presos da Superjail é estimada por Jared, o assistente principal do diretor, em mais de 70.000, embora os criadores do programa mencionem que a prisão processa "bilhões de presos". 
Na primeira temporada, cada episódio começa com uma história linear que gira em torno de um esquema irresponsável arquitetado pelo Diretor para satisfazer algum desejo pessoal. O episódio se baseia tanto na violência quanto no surrealismo, resultando em um banho de sangue psicodélico culminante, durante o qual dezenas de presos são brutal e horrivelmente assassinados uns pelos outros ou por uma força externa. Alguns enredos de episódios não têm nenhuma resolução, com a história simplesmente parando quando os eventos atingem o seu ponto mais caótico. De qualquer forma, o status quo é sempre restaurado no próximo episódio, a menos que o episódio tenha várias partes. 
A partir da segunda temporada, os criadores modificaram o formato da série para focar mais no desenvolvimento dos personagens e na história, conforme imaginado por uma equipe de roteiristas revisada.  A estreia da segunda temporada, "Best Friends Forever", demonstrou uma ruptura imediata com o modelo da primeira temporada, focando o episódio em Jailbot e Jacknife em vez do Diretor, ambientando metade do episódio fora da prisão e sem uma sequência de assassinato prolongada no clímax.
A terceira e quarta temporadas da série tentaram fundir os formatos das duas primeiras temporadas, continuando o foco no desenvolvimento dos personagens e nas histórias em andamento, ao mesmo tempo em que reviveram a técnica de terminar cada episódio com uma sequência complexa de assassinato. 

## Desenvolvimento
A série foi criação de Christy Karacas, Stephen Warbrick e Ben Gruber. Karacas foi membro da banda Cheeseburger (que forneceu a música tema do programa "Comin' Home" até a quarta temporada), designer de cenário para Daria, da MTV, dirigiu Robotomy para o Cartoon Network e mais tarde criou Ballmastrz: 9009. Stephen Warbrick era originalmente conhecido por seu trabalho em Beavis and Butt-Head e Daria, da MTV, foi um artista digital no Celebrity Deathmatch, da MTV, e também foi um artista de animação no Blue Sky Studios. Ben Gruber escreveu originalmente para Ultracity 6060 no Cartoon Sushi da MTV e mais tarde escreveu para programas como Teen Titans Go!, Breadwinners e SpongeBob SquarePants, e mais tarde se tornaria editor de histórias da Jellystone!. 
Karacas criou originalmente um filme estudantil em 1997 para o Cartoon Sushi da MTV, intitulado "Space War". Ele então fez uma parceria com a Warbrick em 2001, criando outro filme conhecido como "Bar Fight", que chamou a atenção do Adult Swim do Cartoon Network, que permitiu que eles, e Ben Gruber, criassem seu próprio programa. O nome "Superjail!" foi baseado no antigo nome do Central North Correctional Centre. 

## Episódios
| Temporada | Temporada | Episódios | Episódios | Originalmente exibido  | Originalmente exibido |
| Temporada | Temporada | Episódios | Episódios | Estreia da temporada   | Final da temporada    |
| --------- | --------- | --------- | --------- | ---------------------- | --------------------- |
|           | Piloto    | Piloto    | Piloto    | 13 de maio de 2007     | 13 de maio de 2007    |
|           | 1         | 10        | 10        | 28 de setembro de 2008 | 7 de dezembro de 2008 |
|           | 2         | 10        | 10        | 3 de abril de 2011     | 12 de junho de 2011   |
|           | 3         | 10        | 10        | 30 de setembro de 2012 | 9 de dezembro de 2012 |
|           | 4         | 6         | 6         | 15 de junho de 2014    | 20 de julho de 2014   |

## Transmissão internacional
No Canadá, Superjail foi ao ar anteriormente no bloco Adult Digital Distraction da G4,  e atualmente vai ao ar na versão canadense do Adult Swim. 

## Personagens

### Principais
- The Warden (dublado por David Wain) é o proprietário e diretor da Superjail e protagonista principal da série. Um homem alto e magro vestido com um fraque roxo e cartola, luvas, faixa vermelha e óculos amarelos. O diretor foi descrito como uma "versão sádica do Chapeleiro Maluco de Alice no País das Maravilhas e Willy Wonka de Charlie e a Fábrica de Chocolate".[11] Apesar de possuir uma disposição sempre alegre e amigável, ele é na verdade um sociopata severamente perturbado e violento devido à sua criação por seu pai cruel, que também era um diretor conhecido no piloto como Prison Moghal. O diretor criou a Superjail como um meio de se expressar e regularmente coloca em perigo os habitantes da Superjail, muitas vezes intencionalmente, para satisfazer algum capricho incomum. Ele tem muito pouco respeito pela vida humana e um dia deseja encarcerar toda a humanidade dentro da Superjail, de acordo com um episódio que descreve um futuro alternativo onde ele conquista o mundo inteiro e o transforma em um único estado prisional. Em vez de lidar com quaisquer tarefas administrativas reais, ele passa a maior parte do tempo desejando a chefe prisional Alice, uma piada recorrente zombando da ingenuidade do Diretor quanto ao fato de Alice ser transgênero, ou se entregando às suas próprias fantasias bizarras. O Diretor também possui habilidades mágicas, como a habilidade de se transformar em praticamente qualquer coisa que ele possa imaginar, e a habilidade de controlar as leis da realidade dentro da Superjail. Embora o nome do Diretor nunca seja revelado, David Wain respondeu "Mark Davis" em um Reddit AMA.[12] Em uma entrevista com FreakSugar, Karacas revelou que o Diretor é assexual romântico.[13]
- Jared (dublado por Teddy Cohn) é o contador de cabeça grande, bigode longo, tenso/nervoso de Superjail e o assistente principal de Warden. Jared lida com a maioria das tarefas administrativas e atividades extracurriculares de Superjail, como o Jornal Superjail. Ele foi levado para Superjail como prisioneiro por trabalhar sem saber para a máfia e conseguiu seu emprego atual ao impressionar o Warden com sua inteligência e habilidades financeiras (Uma alusão a The Shawshank Redemption). Ele está em recuperação para, de acordo com os criadores do programa, todos os vícios possíveis: alcoolismo, dependência de drogas, jogos de apostas e alimentação compulsiva. Periodicamente, Jared sofre recaídas em seus vícios, especialmente quando está estressado, a tentação se mostra demais para ele ou é forçado pelo Warden a uma posição que provavelmente levará a uma recaída (como servir como barman em um bar construído dentro de Superjail).
- Alice (dublado por Christy Karacas) é a chefe prisional musculosa e desajeitada de Superjail. Alice regularmente se envolve em rituais sadomasoquistas com os prisioneiros (frequentemente sem o consentimento deles), ao mesmo tempo em que rejeita os constantes avanços do diretor. Originalmente um guarda masculino em uma prisão normal, ela descobriu sua verdadeira natureza depois de se apaixonar pelo diretor homossexual daquela prisão, que rapidamente a demitiu como resultado de sua transfobia. Alice foi contratada pelo diretor logo depois.[14] Alice não parece fazer terapia hormonal, mas tem implantes mamários e se considera publicamente uma mulher. É aparente ao longo do show que ela não passou por uma cirurgia de redesignação de gênero.
- Jailbot é um robô branco, em forma de lápide, levitando que o Warden criou para executar tarefas dentro e ao redor de Superjail. Dentro de seu corpo de aparência simplista parece haver um espaço de armazenamento ilimitado, do qual ele pode produzir um vasto arsenal de armas e ferramentas mortais, incluindo vários braços telescópicos. No início de cada episódio, Jailbot é encarregado de capturar e torturar um criminoso chamado Jackknife e levá-lo para Superjail, muitas vezes mutilando ou matando espectadores inocentes no processo. Uma piada recorrente para a introdução nas três primeiras temporadas mostra Jailbot carregando Jacknife através de várias outras dimensões em uma nuvem semelhante à cabeça de Warden, que leva a Superjail. No episódio "Jailbot 2.0", o Warden afirma que Jailbot construiu sozinho a vasta prisão, mas flashbacks sugerem que Jailbot é realmente o mais recente de uma série de robôs semelhantes. Ele é mudo, com uma tela de matriz de pontos que exibe um rosto expressivo simples.[15] Apesar de sua crueldade, Jailbot também possui uma personalidade infantil, protegendo o Diretor de qualquer dano e zelando pelo bem-estar das crianças que cruzam seu caminho, no entanto, ele pode ser frio e implacável com crianças que são más com ele; Christy Karacas o descreveu como um "enteado ruivo... buscando aprovação". Ele até demonstrou compaixão por Jacknife, como libertá-lo em "Best Friends Forever".[14]
- The Doctor (dublado por Christopher McCulloch) é o médico residente da Superjail. Ele regularmente faz experimentos nos internos de maneiras grotescas e tem um sotaque alemão, mas às vezes diz palavras em francês. Foi revelado em "Vacation" que ele lutou na Segunda Guerra Mundial e foi um prisioneiro de guerra em um ponto.
- The Twins (dublados por Richard Mather) são dois alienígenas gêmeos idênticos, loiros, de sangue verde, com sotaques que soam europeus, que habitam um laboratório sob a Superjail e usam roupas que lembram as usadas pelos Sandmen em Logan's Run. Eles fizeram uma viagem de um ano para a Terra e então decidiram ficar, para desgosto do pai. Suas aparições na tela são acompanhadas por música techno. Os gêmeos usam seus poderes alienígenas — incluindo teletransporte, encolhimento e materialização de vários itens para interferir nos planos do diretor para sua diversão. Embora suas tramas frequentemente resultem em morte e destruição em massa, os gêmeos não parecem abrigar nenhuma malícia em relação ao diretor ou aos prisioneiros.
- Jackknife (dublado por Christy Karacas) – Um criminoso de baixo nível que aparece nas aberturas da maioria dos episódios cometendo crimes antes de ser capturado e brutalmente torturado pelo Jailbot, onde sua jornada subsequente por vários "mundos exteriores" e de volta à Superjail compõe a sequência de créditos de abertura (com a última sendo omitida na 4ª e última temporada). Ele é frequentemente retratado escapando da prisão durante as sequências de assassinato na primeira temporada e periodicamente ao longo das temporadas 2 e 3. Ele nunca fala e se comunica apenas por meio de grunhidos e gritos animalescos. Ele é rotulado por Jared como o preso mais vil da Superjail devido à sua educação e quase falta de qualquer forma de moralidade. Jackknife é retratado como sendo temperamental, violento e misógino. Durante os eventos de Oedipus Mess, Jacknife é revelado como tendo um filho com uma das presas da UltraPrison. Tendo reconhecido a criança como sua, Jacknife escapou enquanto o Warden criou 10.000 clones de Jacknife que correram soltos pelo mundo todo até que todos, exceto o original, foram mortos. Na estreia da 3ª temporada, uma versão feminina de Jacknife causa caos em um clube de striptease masculino e é enviada para a UltraPrison, sugerindo que Jacknife tem uma irmã ou uma esposa.
- Lord Stingray (dublado por Eric Bauza) é um personagem supervilão estereotipado, semelhante ao Comandante Cobra, e o principal antagonista do show. Depois de ser derrotado por seus inimigos com temática de exército, ele caiu na Ilha Superjail e tentou dominá-la, mas acabou sendo preso. Ele tem sido um espinho no lado do Diretor desde então, tentando escapar ou assumir o controle da Superjail. Lord Stingray aparece pela primeira vez no episódio da segunda temporada "Lord Stingray Crash Party".

### Recorrentes
- Gary e Bird – Gary é um homem silencioso e de óculos, obviamente baseado em Robert Franklin Stroud, o Homem-Pássaro de Alcatraz. No entanto, Gary é principalmente um servo de Bird, uma pequena canário fêmea, que parece ser a "chefe" não oficial de todos os prisioneiros na Superjail até Lord Stingray ser preso. No episódio "Uh Oh, It's Magic", Gary usa seu ventriloquismo para lançar sua voz no boneco do diretor, o Prisioneiro Peedee, para encenar uma fuga. No entanto, o plano é frustrado antes que as cordas vocais de Gary sejam removidas cirurgicamente e descartadas.
- Paul Guaye e Jean Baptiste Le Ghei (dublados por Christopher McCulloch, Stephen Warbrick) – Dois presos homossexuais que podem ser vistos em quase todos os episódios. Ex-líderes das gangues rivais "Purple Pythons" (Jean) e "Double Rainbow" (Paul) em Superjail, que parodia o musical de 1961 West Side Story. Eles se apaixonaram e acabaram se casando. Paul é retratado como o mais feminino do casal e é um tanto controlador com Jean. Jean é mais o estereótipo masculino. Apesar de serem criminosos violentos, os dois são na verdade gentis e atenciosos com os outros e são respeitados pelos outros presos.
- Ash Firin (dublado por Christopher McCulloch) é um prisioneiro piromaníaco pirocinético gravemente queimado. Suas queimaduras foram causadas por um incêndio causado por seu pai, um bêbado, que deixou cair um cigarro em um cinema. A personalidade de Ash é quase infantil.
- Fatty (dublado por Stephen Warbrick) é um detento careca, de meia-idade, acima do peso, com uma voz aguda e uma personalidade risonha/assustadora, com uma afinidade por tentar exibir seus órgãos genitais, geralmente para Gary. É revelado no episódio "Superjail Grand Prix" que Fatty é um pedófilo. Fatty geralmente é morto durante a cena do crime ou em algum momento de qualquer episódio em que ele aparece, apenas para ser inexplicavelmente revivido no episódio seguinte.
- Peedee (dublado por Dana Snyder) é um boneco de ventríloquo vivo possuído pelas cordas vocais de Gary. Originalmente, ele era controlado internamente por Bird, com Gary projetando sua voz, mas o boneco ganhou independência depois que as cordas vocais cortadas de Gary possuíram primeiro um rato e depois o boneco, transformando-o em um criminoso desbocado com sotaque de mafioso e status padrão de presidiário. Ele compartilha uma rivalidade com Lord Stingray, mas os dois ocasionalmente trabalham juntos contra o Diretor e os outros presos.

#### Ultra-Prison
- The Mistress (dublada por Sally Donovan) é a diretora da UltraPrison (uma prisão feminina). Ela teve um breve encontro de uma noite com o diretor enquanto estava sob os efeitos da mosca espanhola. No final da segunda temporada, ela assume o controle da Superjail. Ela se envolveu em um relacionamento com Lord Stingray no episódio "Stingstress" da terceira temporada. Entretanto, após uma noite de relações sexuais com Alice, a Senhora devolve Superjail ao Diretor enquanto ela começa um novo estilo de vida como hippie.
- Bruce (dublado por Melissa Brown ("Ladies' Night") e Chris McCulloch, Stephen Warbrick ("Stingstress")) é o chefe da guarda na Ultraprison e parte da equipe da Mistress. Ele é o oposto de Alice e, portanto, também é transgênero.
- Nova (dublada por Sally Donovan) – O robô rosa da UltraPrison. Embora ela pareça ser a versão feminina do Jailbot, ela também é mais elegante e se refere a si mesma como um "modelo mais novo" do que ele, porém, como ambos são protótipos personalizados, ninguém pode ser mais novo ou mais velho.
- Charise (dublada por Kamala Sankaram ("Ladies' Night") e Sally Donovan em "Vacation" e seguintes) faz parte da equipe da Ultraprison, atuando como assistente pessoal de Mistress e sua contadora. Ela é a contraparte de Jared.

## Influências
Em uma entrevista ao Cold Hard Flash, a criadora Christy Karacas explicou que as influências para o programa foram Gary Panter, Robert Crumb, Sally Cruikshank, revista Mad, Vince Collins, Looney Tunes, Fleischer Studios, Tex Avery, Bob Clampett, Schoolhouse Rock!, Vila Sésamo, os segmentos Itchy & Scratchy dos Simpsons, arte infantil, Muppets, arte bruta, quadrinhos underground e Pee Wee's Playhouse. 

## Streaming e lançamento em DVD
| Temporada | Temporada | Temporada | Episódios   | Data de Lançamento      | Características |
| Temporada | Temporada | Temporada | Episódios   | Região 1                | Características |
| --------- | --------- | --------- | ----------- | ----------------------- | --- |
|           | 1         | 2008      | 10 + Piloto | 23 de fevereiro de 2010 | Todos os episódios da primeira temporada, o videoclipe "Comin' Home", os animatics dos episódios 1, 9, 10 e do piloto. Todos apresentados em som estéreo 2.0 e com legendas ocultas. Os diálogos permanecem censurados nos episódios principais, apesar de o rótulo do DVD afirmar o contrário.                                                                                         |
|           | 2         | 2011      | 10          | 13 de março de 2012     | Comentários dos episódios para todos os episódios, exceto 2 e 7, filmagem do show do Cheeseburger, videoclipe animado do Cheeseburger, entrevista com Christy Karacas e Joe Bradley, comparação do roteiro com o filme do episódio 10, testes de animação, animatics dos episódios 1, 4, 6, 8, 9 e 10, "Introstring" das aberturas dos episódios. Diálogos e imagens estão sem censura. |
|           | 3         | 2012      | 10          | 23 de julho de 2013     | Animatics dos episódios 1 e 7, testes de animação dos episódios 6 e 10, making-of "Introstring". Diálogos e imagens continuam censurados, apesar de o rótulo do DVD afirmar o contrário. |

A série também está disponível na HBO Max desde 1º de setembro de 2020. 